# كلود براون
كلود براون (بالإنجليزية: Claude Brown)‏‏ (23 فبراير 1937 - 2 فبراير 2002 ) روائي من الولايات المتحدة.

## الجوائز
- جائزة أنسفيلد - وولف  [لغات أخرى]‏